# Матяшовка (Лубенский район)
Матяшовка (укр. Матяшівка) — село, Ореховский сельский совет, Лубенский район, Полтавская область, Украина.
Код КОАТУУ — 5322885305. Население по переписи 2001 года составляло 173 человека.
Село упоминается на специальной карте Западной части России Шуберта 1826—1840 годов как хутор Матяшовские.

## Географическое положение
Село Матяшовка находится между сёлами Терновщина и Свечковка (1 км).
По селу протекает пересыхающий ручей с запрудой.
Рядом проходят автомобильная дорога Р-42 и
железная дорога, станция Тарнавщина в 4-х км.